# Stazione meteorologica di Cesarò
La stazione meteorologica di Cesarò è la stazione meteorologica di riferimento relativa alla località di Cesarò.

## Coordinate geografiche
La stazione meteo si trova nell'Italia insulare, in Sicilia, nella città metropolitana di Messina, nel comune di Cesarò, a 1.100 metri s.l.m. e alle coordinate geografiche 37°50′N 14°43′E.

## Dati climatologici
In base alla media trentennale di riferimento 1961-1990, la temperatura media del mese più freddo, gennaio, si attesta a +3,7 °C; quella del mese più caldo, luglio, è di +22,5 °C .
| Cesarò             | Mesi | Mesi | Mesi | Mesi | Mesi | Mesi | Mesi | Mesi | Mesi | Mesi | Mesi | Mesi | Stagioni | Stagioni | Stagioni | Stagioni | Anno |
| Cesarò             | Gen  | Feb  | Mar  | Apr  | Mag  | Giu  | Lug  | Ago  | Set  | Ott  | Nov  | Dic  | Inv      | Pri      | Est      | Aut      | Anno |
| ------------------ | ---- | ---- | ---- | ---- | ---- | ---- | ---- | ---- | ---- | ---- | ---- | ---- | -------- | -------- | -------- | -------- | ---- |
| T. max. media (°C) | 7,2  | 8,2  | 11,5 | 15,2 | 19,4 | 25,4 | 28,4 | 28,2 | 24,2 | 18,3 | 13,2 | 8,3  | 7,9      | 15,4     | 27,3     | 18,6     | 17,3 |
| T. min. media (°C) | 0,2  | −0,2 | 2,3  | 5,1  | 9,0  | 14,0 | 16,6 | 16,4 | 13,3 | 9,5  | 5,6  | 1,6  | 0,5      | 5,5      | 15,7     | 9,5      | 7,8  |